# Arkadij Khaet

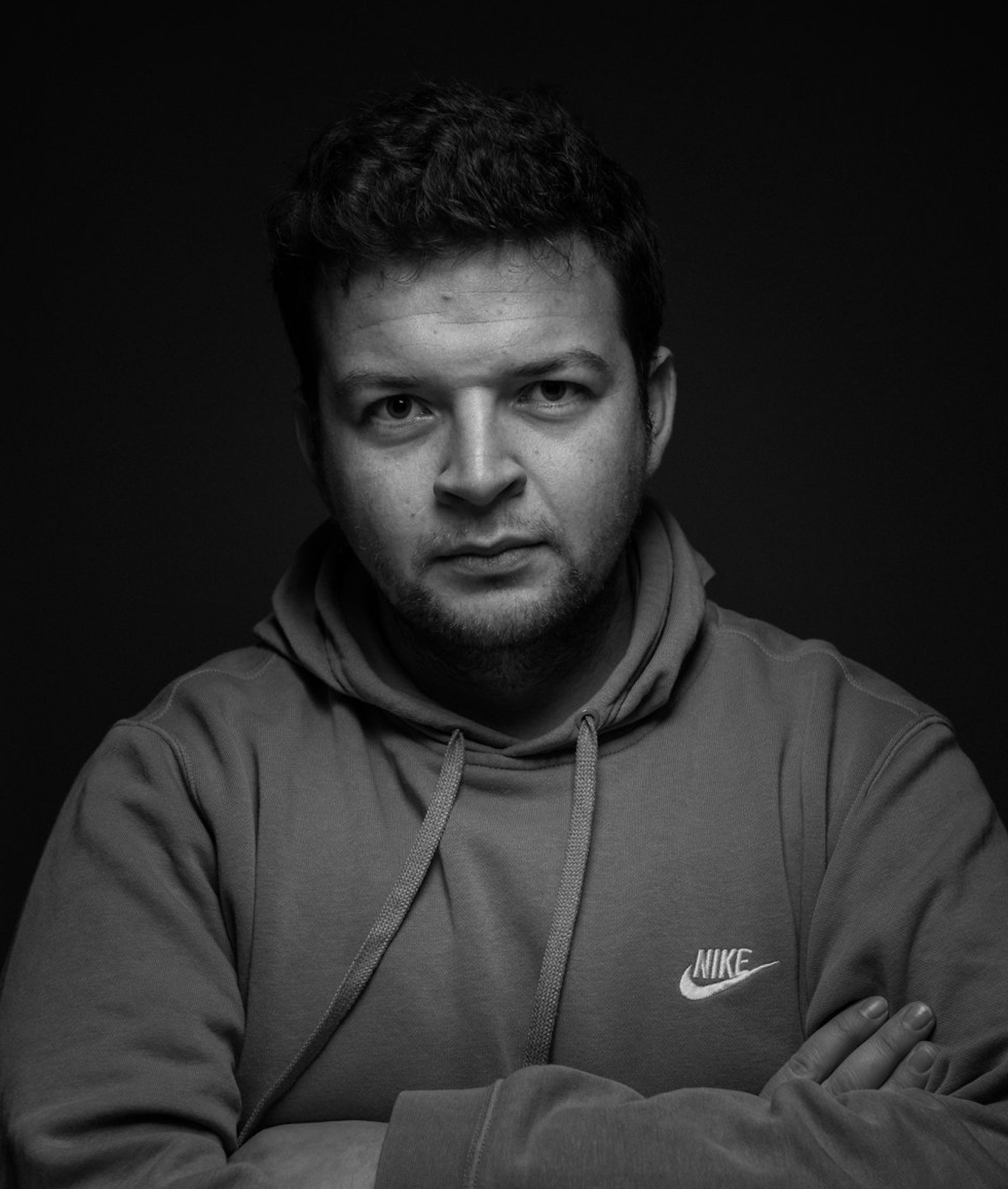
Arkadij Khaet, 2018

Arkadij Khaet (russisch Аркадий Хает Arkadi Chajet; geboren 1991 in Bălți, Republik Moldau) ist ein deutscher Filmregisseur. Seine Filme wurden mehrfach ausgezeichnet, unter anderem mit dem Grimme-Preis 2021. In seinem Werk befasst er sich unter anderem mit jüdischen Themen.

## Leben
Arkadij Khaet wurde 1991 in Bălți in der damaligen Sowjetrepublik Moldau geboren; wenige Wochen nach seiner Geburt zog seine Familie mit ihm nach Deutschland, wo er im Ruhrgebiet aufwuchs.
Nach dem Abitur und einem Auslandsaufenthalt in Israel absolvierte er den Bachelor of Arts (B.A.) Film und Fernsehen in Köln, wo er die Produktionsfirma Freigeist|Film GbR gründete und freischaffend tätig war. Während dieser Zeit lernte er den Regisseur Mickey Paatzsch kennen, mit dem er seitdem regelmäßig in Co-Regie arbeitet.
Anschließend setzte er seine Ausbildung im Bereich Spielfilmregie an der Filmakademie Baden-Württemberg fort und schloss sie mit einem Diplom ab. Seitdem ist er vollständig in seiner professionellen Tätigkeit als Regisseur, Drehbuchautor und Produzent tätig, vor allem für Kurzfilme, Dokumentationen und Serien.
Im Jahr 2023 war er Teilnehmer der Peleh Family Residency in Berkeley, Kalifornien (USA), wo er im US‑Artist‑Residency‑Programm lebte und an einem Drehbuch arbeitete.
Khaet war Stipendiat des Ernst Ludwig Ehrlich Studienwerks und ist Mitglied des Künstlerkollektivs DAGESH. Seit 2021 gehört er zudem dem Programmkomitee des Jüdischen Filmfestivals Berlin & Brandenburg an, und er lebt im Ruhrgebiet.

## Werk
Arkadij Khaets Werk umfasst Kurzfilme, mittellange Spielfilme, Dokumentationen und Serien, die häufig autobiografisch geprägte Coming-of-Age-Erzählungen mit unkonventionellem Humor verbinden – oft mit jüdischen Themen, bei denen Jugendliche im Mittelpunkt stehen.
Sein Debütfilm Durch den Vorhang (2015), zugleich seine B.A.-Abschlussarbeit, erzählt von einem deutschen Jugendlichen auf Austauschreise nach Israel. Khaet erklärte, sein Ziel sei ein Jugenddrama über Erinnerungskultur gewesen. Der Film wurde mit dem Deutschen Menschenrechts-Filmpreis in der Kategorie Bildung ausgezeichnet und erschien als DVD mit didaktischem Begleitmaterial für den Schulunterricht.Durch den Vorhang – Deutscher Menschenrechts-Filmpreis. Abgerufen am 17. Juni 2025.
Für die Radikalen Jüdischen Kulturtage am Berliner Maxim Gorki Theater produzierte Khaet 2017 die Kurzfilm-Collage Punching Nazis, ein visuelles Statement gegen Rechtsextremismus.Radikale Jüdische Kulturtage 2017. Abgerufen am 17. Juni 2025. Dieses Motiv griff er später in seinem vielfach preisgekrönten Kurzspielfilm Masel Tov Cocktail (2020, Co-Regie: Mickey Paatzsch) wieder auf. Der Film erzählt von einem jungen Juden, der sich mit Witz – aber auch mit Wut – gegen antisemitische Klischees und Erwartungen wehrt. In einem Interview beschrieb Khaet: „Die Rolle des Juden, der auf jeder Gedenkveranstaltung danebensteht und jedes ,Nie wieder!‘ verständnisvoll abnickt, sich vielleicht sogar, mit Blick auf den Mordanschlag auf die Synagoge in Halle, auch noch für die stabile Eichentür bedankt.“ Das Zurückschlagen gegen Antisemitismus bezeichnete er als „guilty pleasure moment“ und „eine Art der inneren Befreiung“ – die Verantwortung für Antisemitismus müsse aber bei der Gesamtgesellschaft liegen.Ein jüdischer Film, der aufrüttelt. Abgerufen am 17. Juni 2025.
Weitere Arbeiten zeigen eine große Experimentierfreude: Hikikomori – Leben durch die Linse (2017) befasst sich mit jugendlicher Isolation in einer visuell reduzierten, introspektiven Inszenierung. In Alina im Wunderland (2019) kombiniert Khaet Popästhetik mit satirischer Gesellschaftskritik. Masel Tov Cocktail wurde auf über 100 internationalen Festivals gezeigt (u. a. Max Ophüls Preis, Clermont-Ferrand, Cleveland, San Francisco) und gewann zahlreiche Auszeichnungen, darunter den Grimme-Preis, den CIVIS Medienpreis und den Deutschen Menschenrechts-Filmpreis.
2021 war Khaet an der arte-Dokumentation Jüdisches Leben, jüdischer Humor beteiligt. 2022 realisierte er gemeinsam mit Mickey Paatzsch den Serienpiloten Shift. Seit 2024 ist er Showrunner, Co-Regisseur und Drehbuchautor der achtteiligen ZDFneo-Serie Chabos (Produktion: BBC Studios Germany), die im Juni 2025 beim Seriencamp in Köln Premiere feierte.

### Stilistische Merkmale
Khaets filmische Handschrift ist geprägt von: der Verbindung von Humor und Tiefgang, besonders bei der Darstellung jüdischer Identität und Jugendkultur, stilistischen Experimenten wie Collagen, Monologen in die Kamera und dem Bruch der vierten Wand, einer betonten Bildsprache – etwa durch Kontrastfilter, Popästhetik oder dynamischen Schnitt, sowie einem klaren Fokus auf emanzipatorische Narrative und persönliche Perspektiven. Kritiker beschrieben ihn als einen Filmemacher, der „aus dem Bauch heraus“ drehe – mit „Lebensfreude und spielerischer Bildgestaltung“, zugleich aber „formbewusst und politisch konfrontativ“.

## Filmografie (Auswahl)
- 2015: Durch den Vorhang (Mittellanger Film)
- 2016: Scheideweg (Kurzfilm)
- 2017: Hikikomori – Leben durch die Linse (Mittellanger Film)
- 2017: Punching Nazis (Filmcollage)
- 2019: Alina im Wunderland (Mittellanger Film)
- 2020: Masel Tov Cocktail (Mittellanger Film)
- 2021 Jüdisches Leben, Jüdischer Humor (Dokumentarfilm)
- 2025 Chabos (Serie)

## Auszeichnungen (Auswahl)
- 2016: Deutscher Menschenrechts-Filmpreis in der Kategorie Bildung (für Durch den Vorhang)
- 2017: Deutscher Jugendfilmpreis beim 30.Bundes.Festival.Film (für Durch den Vorhang)
- 2018: Publikumspreis für den besten deutschsprachigen Kurzfilm beim International Queer Film Festival (für Scheideweg)
- 2020: Filmförderpreis und Publikumspreis beim 32. Filmfest Dresden (für Masel Tov Cocktail)
- 2020: Publikumspreis für den besten mittellangen Film beim Filmfestival Max Ophüls Preis (für Masel Tov Cocktail)
- 2020: Deutscher Menschenrechts-Filmpreis in der Kategorie Hochschule und Bildung (für Masel Tov Cocktail)
- 2020: Preis der Jugendjury beim 40. San Francisco Jewish Film Festival
- 2020: Civis Medienpreis (Young C. Award und Top Award für Masel Tov Cocktail)
- 2021: Filmfest Emden-Norderney (Engelke für Masel Tov Cocktail)[1]
- 2021: Grimme-Preis in der Kategorie Kinder & Jugend (für Masel Tov Cocktail)

## Veröffentlichungen
- Der cineastische Umgang mit der Shoah. Eine exemplarische Analyse von Spielbergs "Schindlers Liste". GRIN Verlag, 2015. ISBN  978-3656939481